# Hyundai Pony
El Hyundai Pony (Hangul: 현대 포니), es un pequeño automóvil de tracción trasera producido por el fabricante surcoreano Hyundai desde 1975 hasta 1990.  El Pony fue el primer coche producido en serie y exportado de Corea del Sur. La denominación Pony se mantuvo hasta el año 2000 en algunas versiones de exportación del Hyundai Excel y del Accent.

## Antecedentes
Hyundai ya se había aventurado en la producción de coches fabricando versiones locales del Ford Cortina bajo licencia desde 1968.  Cuando la empresa quiso desarrollar su propio coche, contrató a George Turnbull, antiguo director general de Austin Morris en British Leyland en 1974. A su vez, contrató a otros cinco ingenieros de coches británicos de primera línea, Kenneth Barnett como diseñador de carrocerías, los ingenieros John Simpson y Edward Chapman, John Crosthwaite como ingeniero de chasis y Peter Slater como ingeniero jefe de desarrollo. Con la experiencia de Turnbull con el Morris Marina, motores y transmisiones de Mitsubishi, algunas piezas del Ford Cortina que ya producían, y una carrocería hatchback estilizada por Italdesign Giugiaro, desarrollaron el Hyundai Pony.

## Primera generación (1975)
El Pony se presentó como un concept car coupé en el Salón del Automóvil de Turín en octubre de 1974, y el coche se presentó en diciembre de 1975 como un sedán de cuatro puertas para competir con el Saehan Gemini y el Kia Brisa.
En mayo de 1976 se añadió una versión utilitaria coupé, que se denominó pickup, aunque se diferenciaba de la típica camioneta en que su bandeja de carga estaba integrada en la carrocería en lugar de ser un conjunto separado. En abril de 1977 llegó una versión familiar. En 1981, la pequeña tapa del maletero de la berlina se sustituyó por un portón trasero creando un nuevo modelo de cinco puertas. A éste le acompañó un nuevo portón trasero de tres puertas. El Pony se basaba libremente en los anteriores Ford Cortina fabricados bajo licencia y en el Morris Marina, y antiguos ingenieros de British Leyland fueron contratados por Hyundai para diseñar el coche.
Hyundai comenzó a exportar el Pony a Chile, Argentina, Colombia, Ecuador y Egipto en 1976. Las exportaciones a Europa comenzaron en 1979 con Bélgica y Países Bajos, y poco después se añadió Grecia. La versión pick-up se añadió en octubre de ese año, sólo disponible con el motor más pequeño, de 1,2 litros, y una carga útil de 380 kg (838 lb).
El motor de cuatro cilindros de 1.2 L (1.238 cc) rendía 55 CV (40 kW) y el de 1.4 L (1.439 cc) producía 68 CV (50,0 kW). El 1.4 GLS fue probado por la revista de coches británica Motor y la velocidad máxima era de 148 kilómetros por hora con una aceleración de 0 a 100 mph en 15,3 segundos.

### Línea
- 1200:GLS/GL/Standard (Reino Unido: T, L, TL, GL)
- 1400:GLS/GL (Reino Unido: TL, GL, TLS, GLS)
- 1600:GLS/GL/Limited (no en todos los mercados)

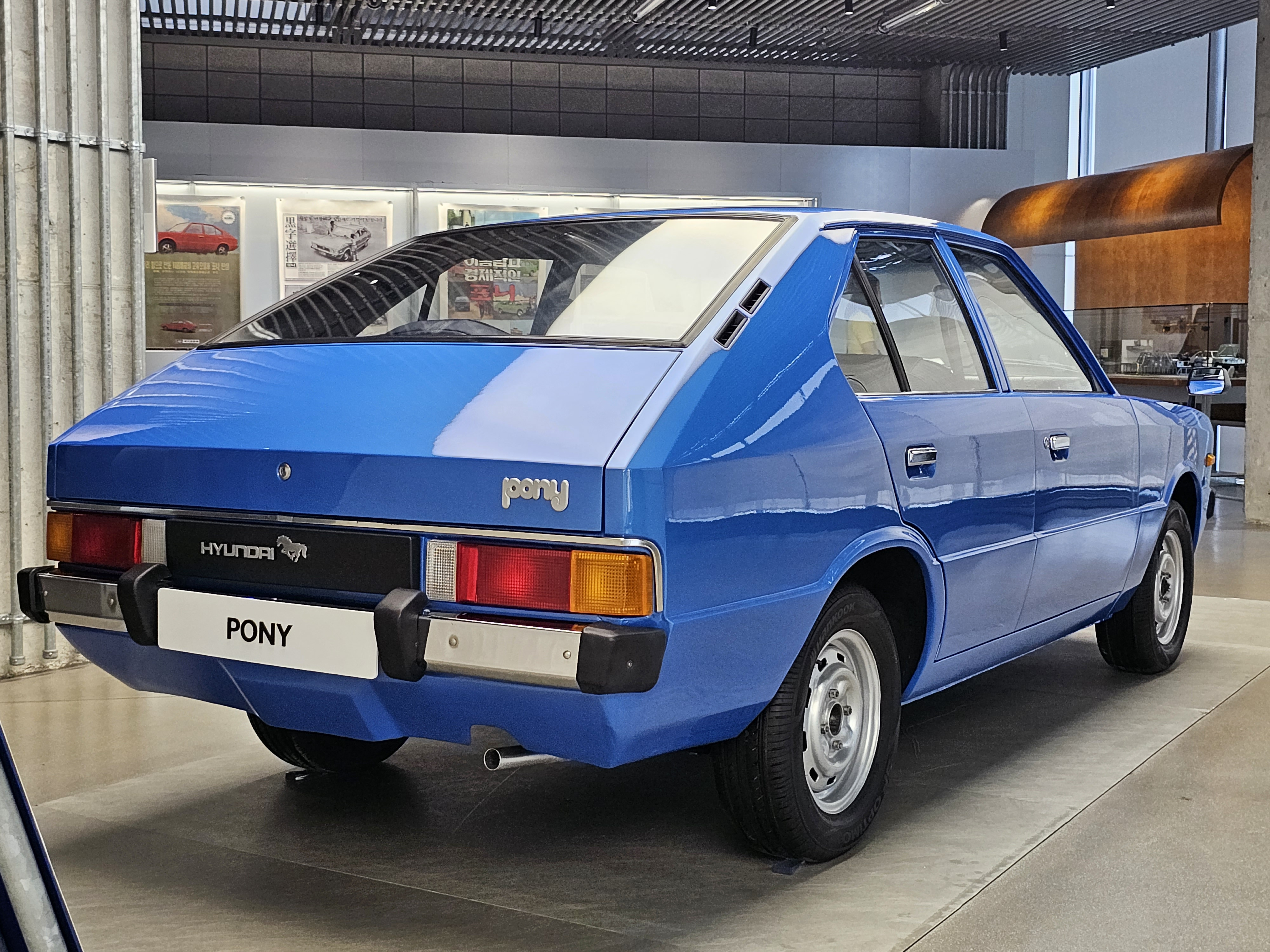
Hyundai Pony sedán (South Korea)
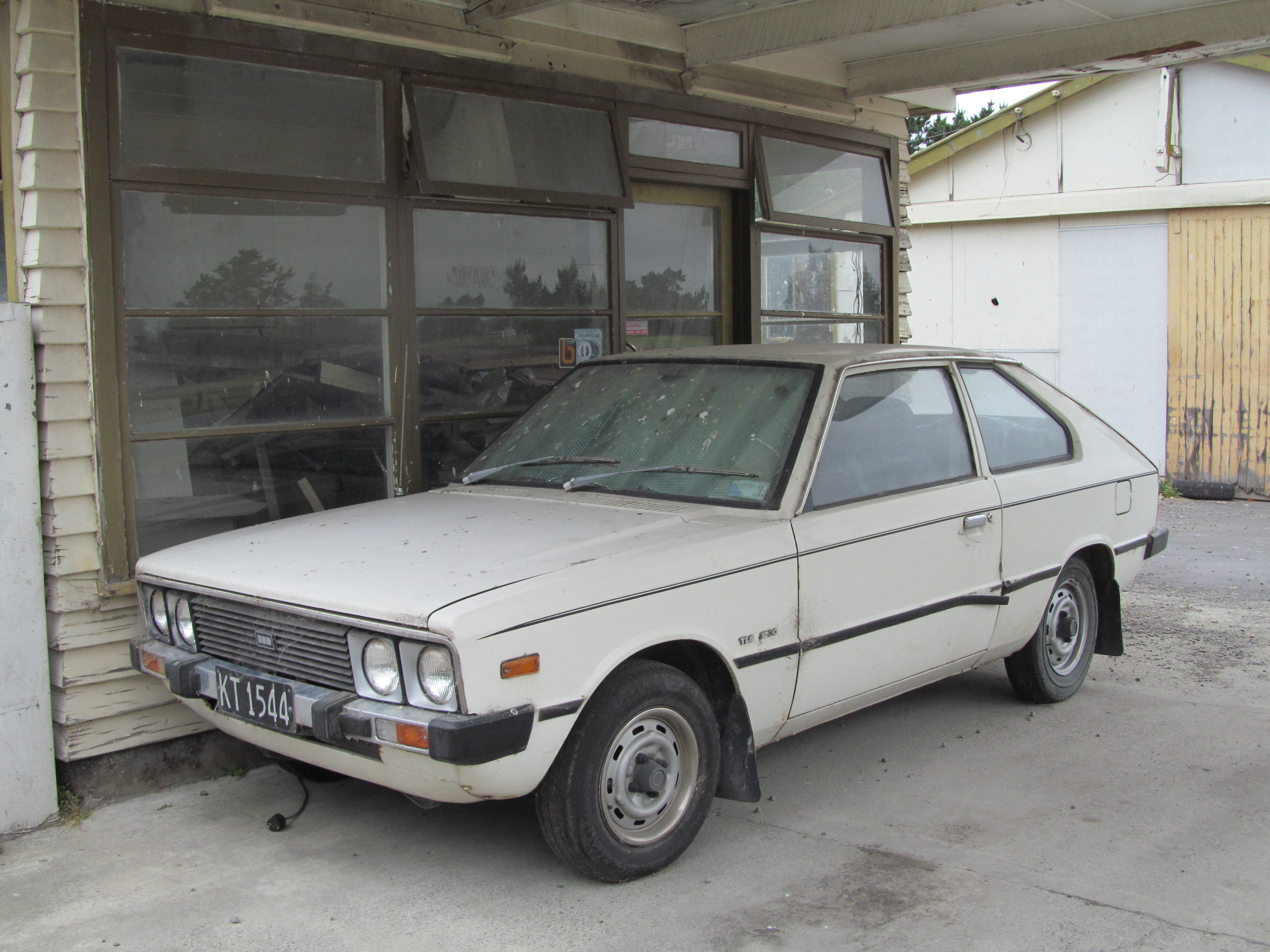
Hyundai Pony versión compacta de tres puertas (Nueva Zelanda)
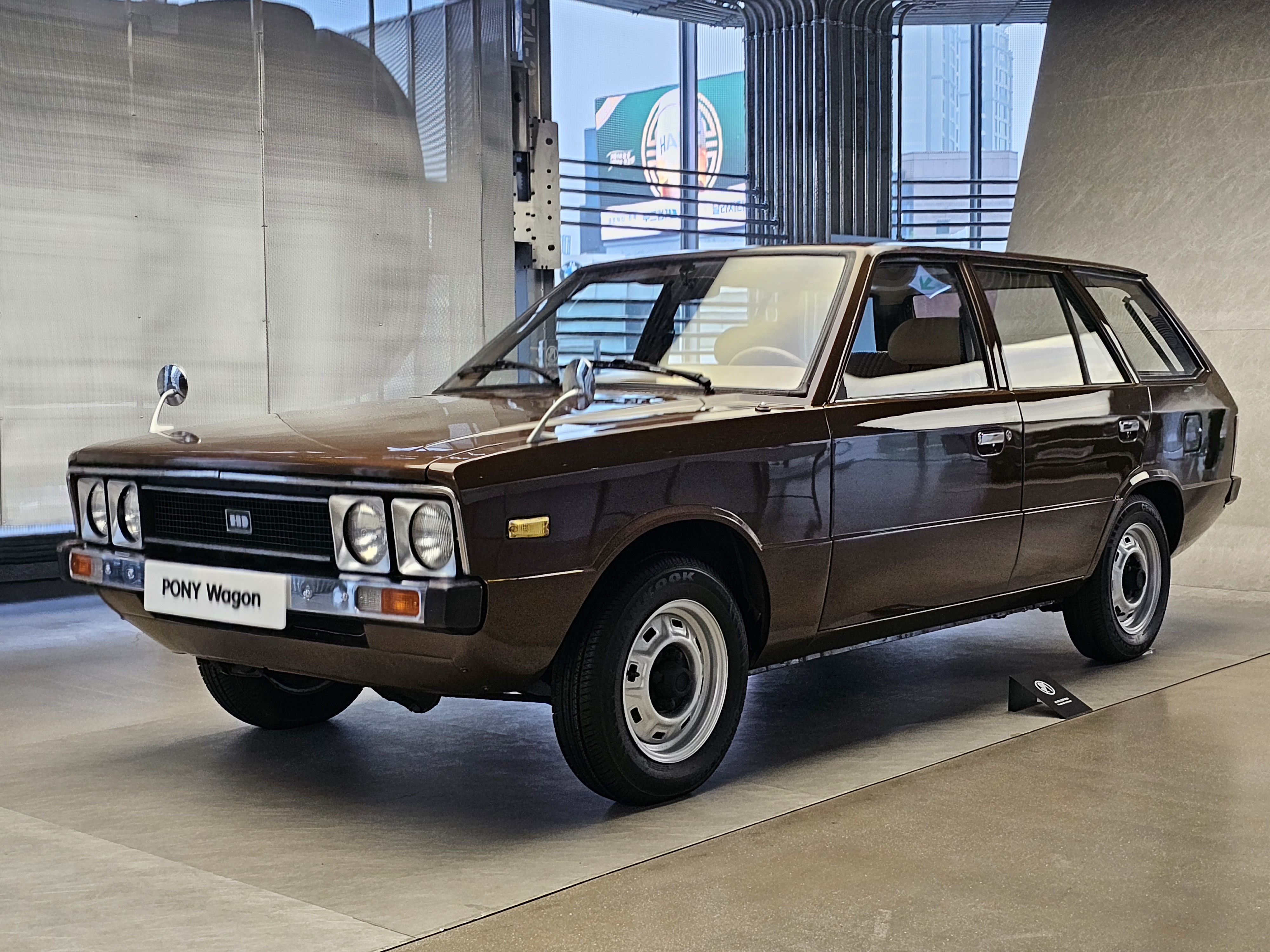
Hyundai Pony familiar (South Korea)
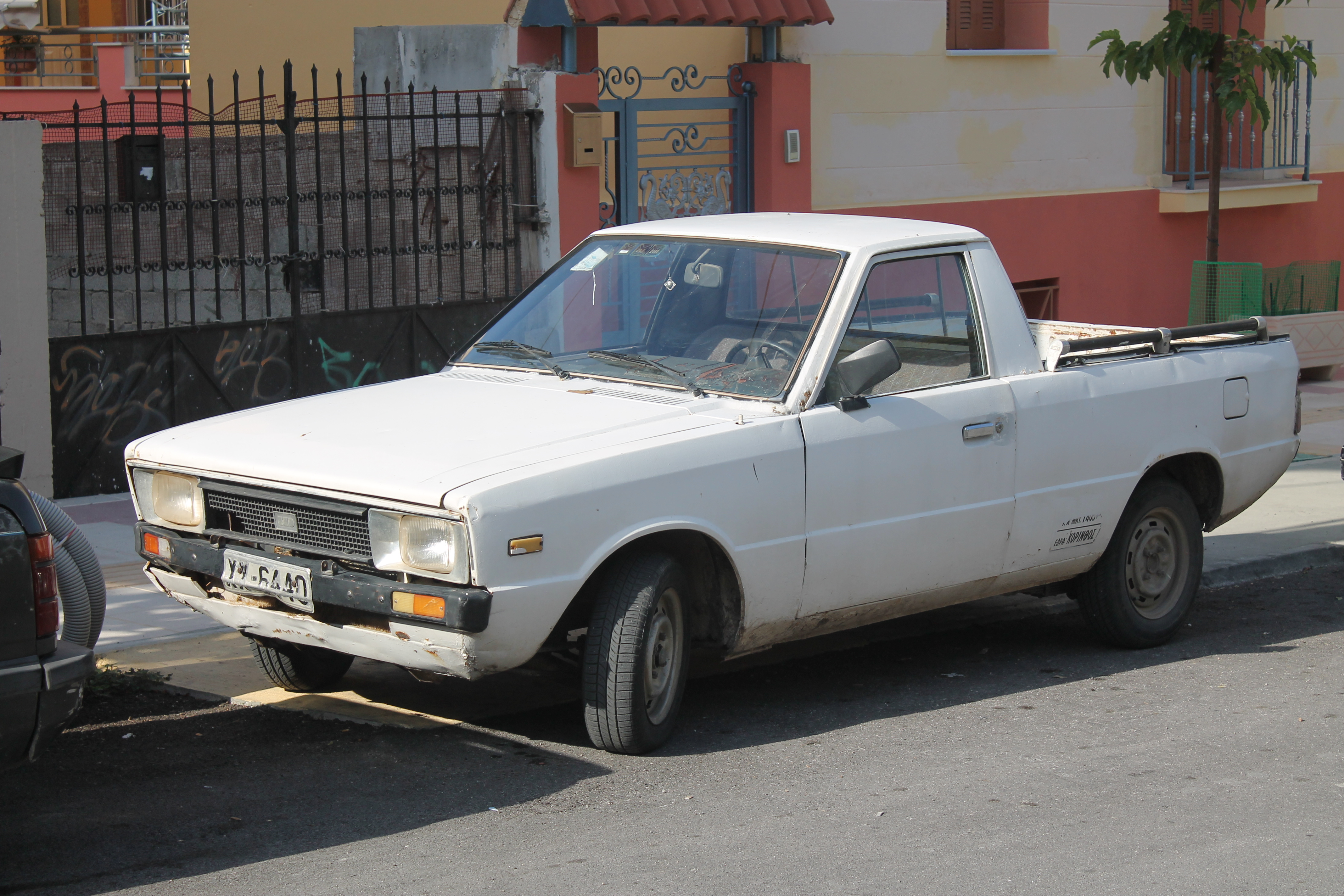
Hyundai Pony picap (Grecia)

## Segunda generación (1982)
Introducido en enero de 1982, el Pony II era similar mecánicamente a la versión de primera generación, pero fue ampliamente rediseñado. Sólo se ofrecieron el liftback de cinco puertas y la picap de dos puertas.

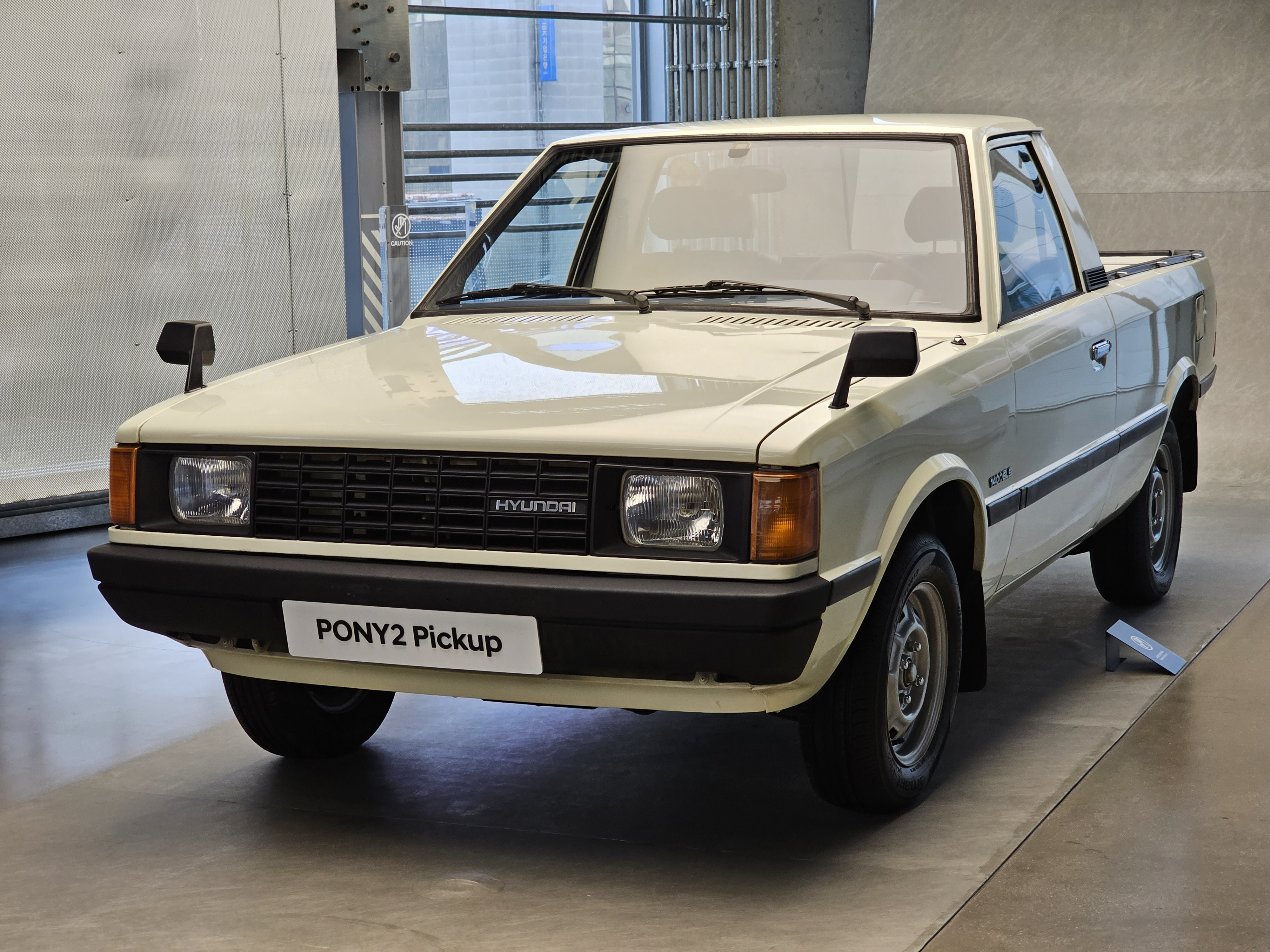
Hyundai Pony 1200 pick up (Chile)

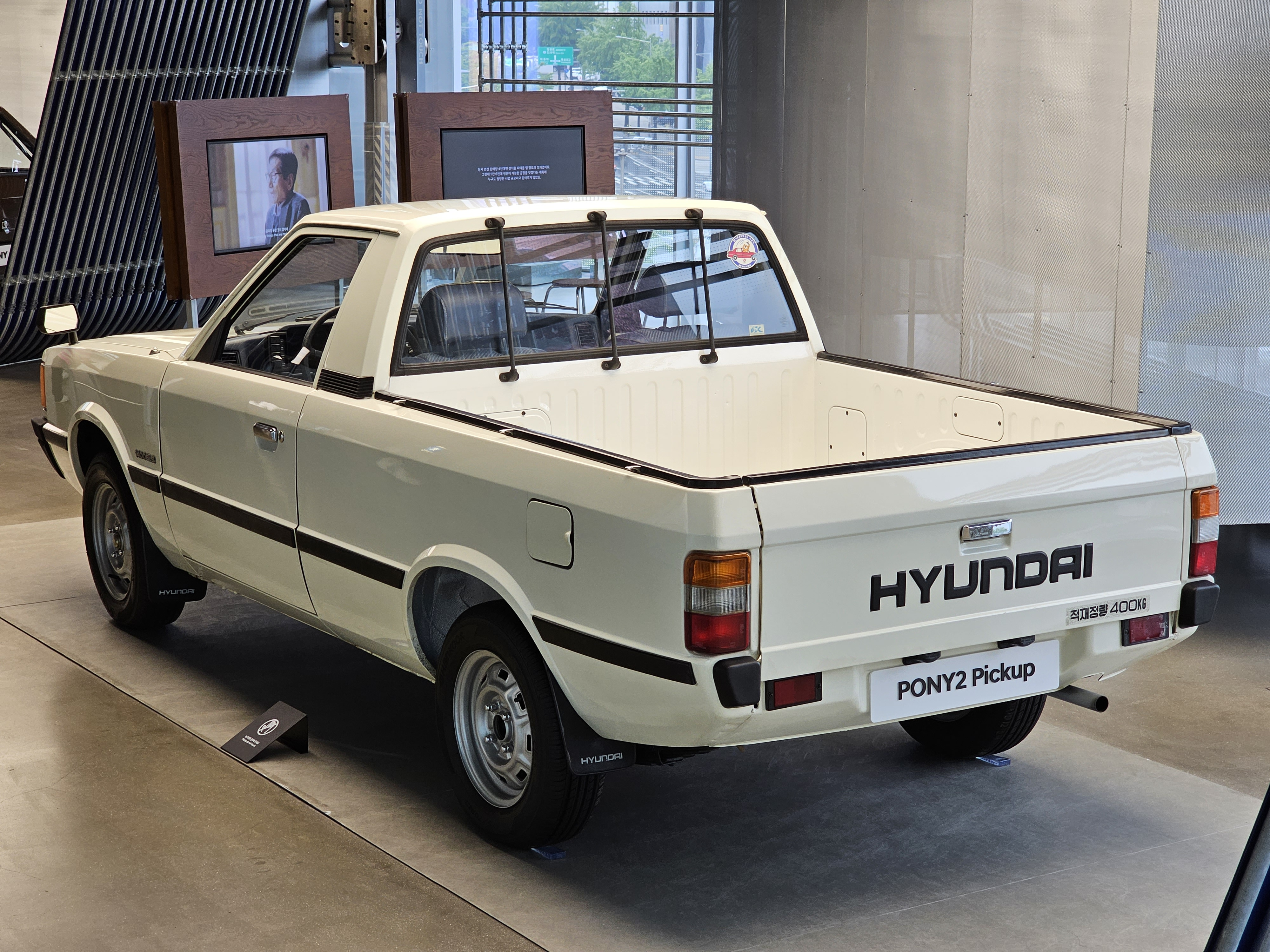
Hyundai Pony Pickup (Corea del Sur)

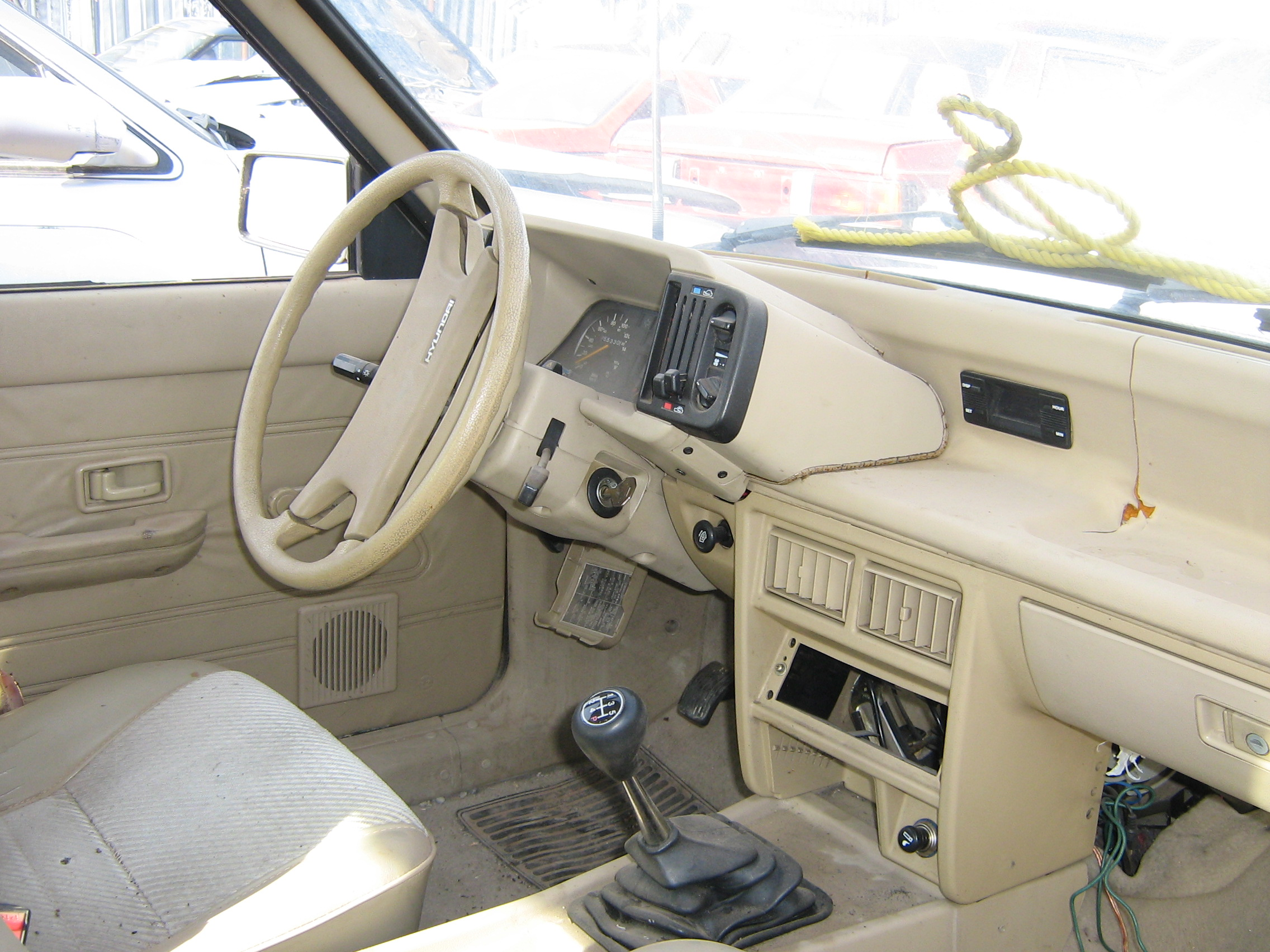
Interior

Con el Pony II, también se empezó a exportar al Reino Unido en la primavera de 1982, lo que lo convirtió en el primer coche coreano que se vendió allí. En un principio, el Pony se posicionó como una oferta económica entre las marcas del bloque oriental (Lada, Skoda) y los niveles inferiores de las marcas japonesas establecidas para las ventas, marcando el comienzo de una exitosa incursión en este mercado por parte de los fabricantes de automóviles coreanos. 
El Pony II se exportó a Canadá a partir de 1983, donde era uno de los vehículos más baratos del mercado, y las ventas superaron ampliamente las expectativas; las previsiones iniciales para 1984 eran de 5.000 ventas, pero el total final fue de 25.123, convirtiéndolo en uno de los vehículos más vendidos en ese país. El Pony se hizo famoso por su escasa calidad, pero era más refinado y estaba mejor construido que las importaciones de Europa del Este de precio comparable, lo que ayudó a Hyundai a afianzarse en Canadá. El Pony fue lo suficientemente popular allí como para que se vendiera junto al Excel hasta 1987 en lugar de ser sustituido por ese vehículo como se hizo en otros mercados.

### Especificación canadiense (no ECC LHD)

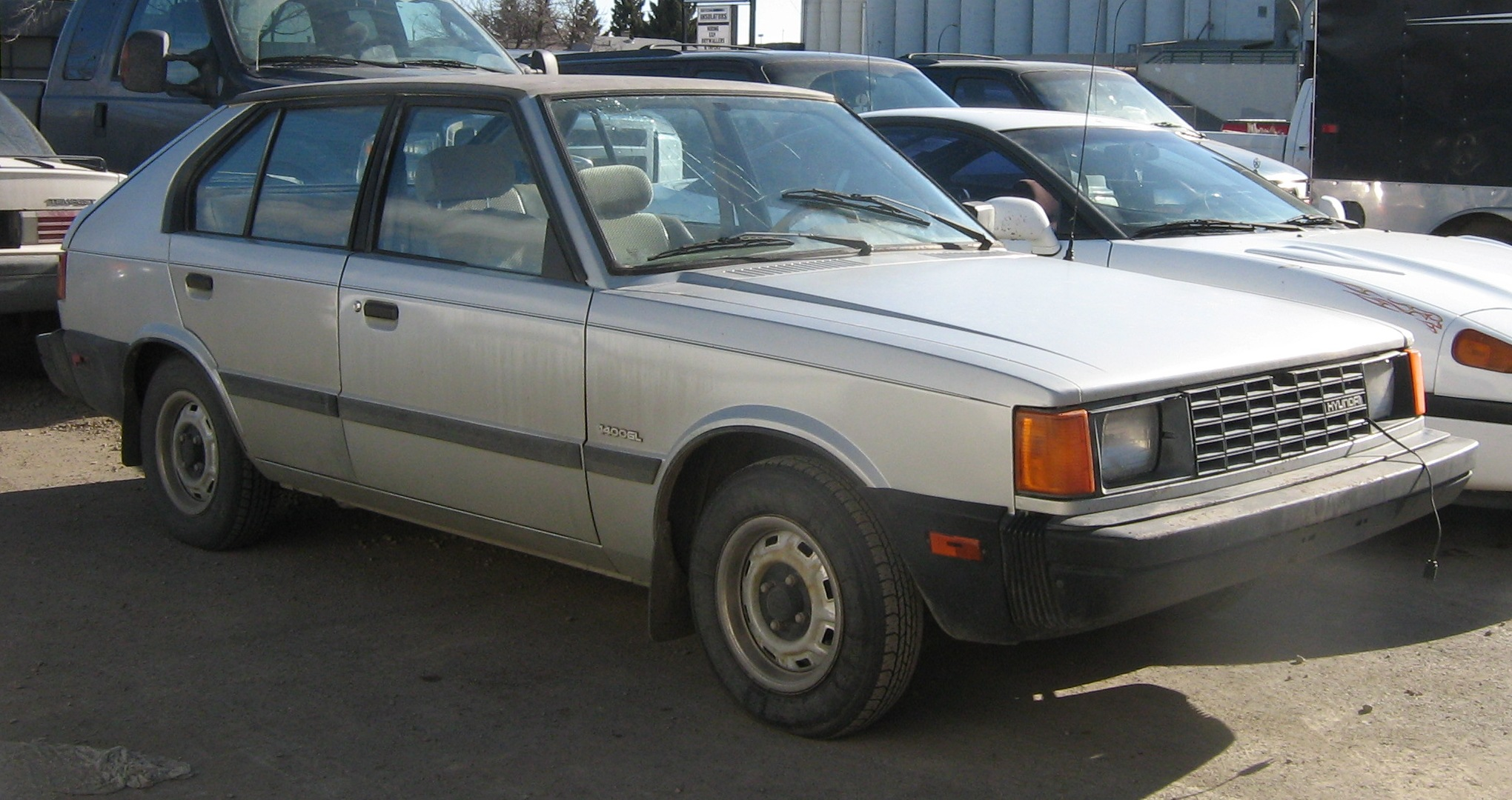
Especificación canadiense Hyundai Pony 1400 GLS

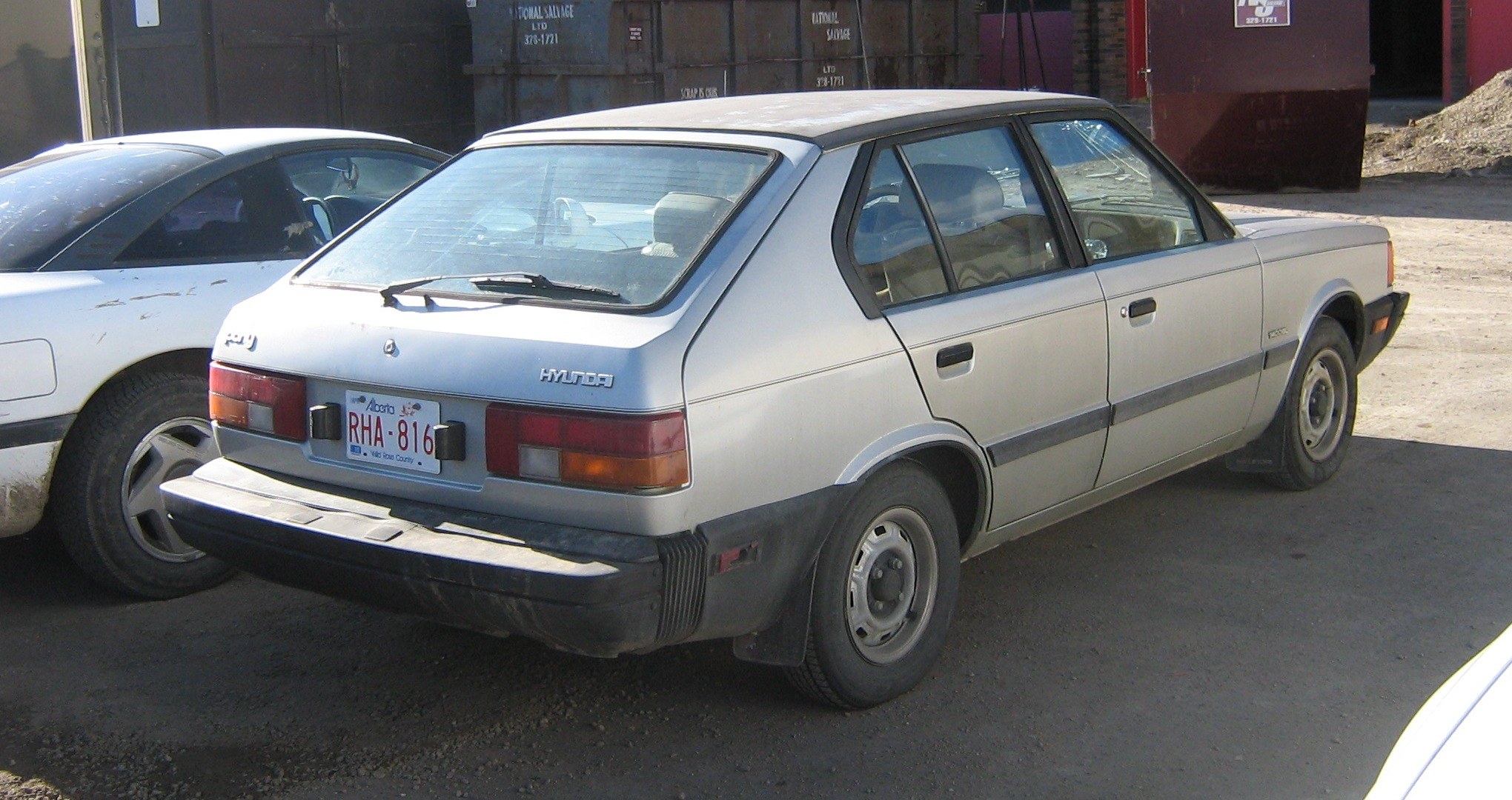
Especificación canadiense Hyundai Pony 1400 GLS

La versión canadiense del Pony fue modificada para cumplir con las normas locales. El Pony se puso a la venta en Canadá para el año modelo 1984 y terminó en 1987. Las diferencias entre el Pony canadiense y sus homólogos europeos eran los parachoques de 8 km/h, los faros delanteros sellados, las luces de posición laterales en lugar de los repetidores de los intermitentes (también en una posición más baja), y ligeras alteraciones en la instrumentación interior y la aplicación de adornos.

## Otros modelos

### Concepto de cupé
El Pony Coupe Concept fue diseñado por Giorgetto Giugiaro en Italdesign y mostrado por primera vez en el Salón del Automóvil de Turín de 1974. Según Italdesign, el ejercicio de estilo no se realizó por encargo de Hyundai, sino que los ejecutivos de esta empresa pidieron que el concepto se denominara Hyundai justo antes de la inauguración del Salón de Turín. El estilo del Pony Coupe Concept pasó a inspirar tanto el DMC DeLorean (1981), como el concepto Hyundai N Vision 74 de 2022. El N Vision 74 está equipado con dos motores de tracción eléctrica (ambos instalados en el eje trasero) con una potencia combinada de 670 caballos (679,3 CV) y 664 pies·libra fuerza (900,3 N·m) de par motor, procedentes de un motor de 62.4 kW-hora y tanques de hidrógeno que almacenan 4,2 kilogramos (9,3 lb) para una pila de combustible a bordo.

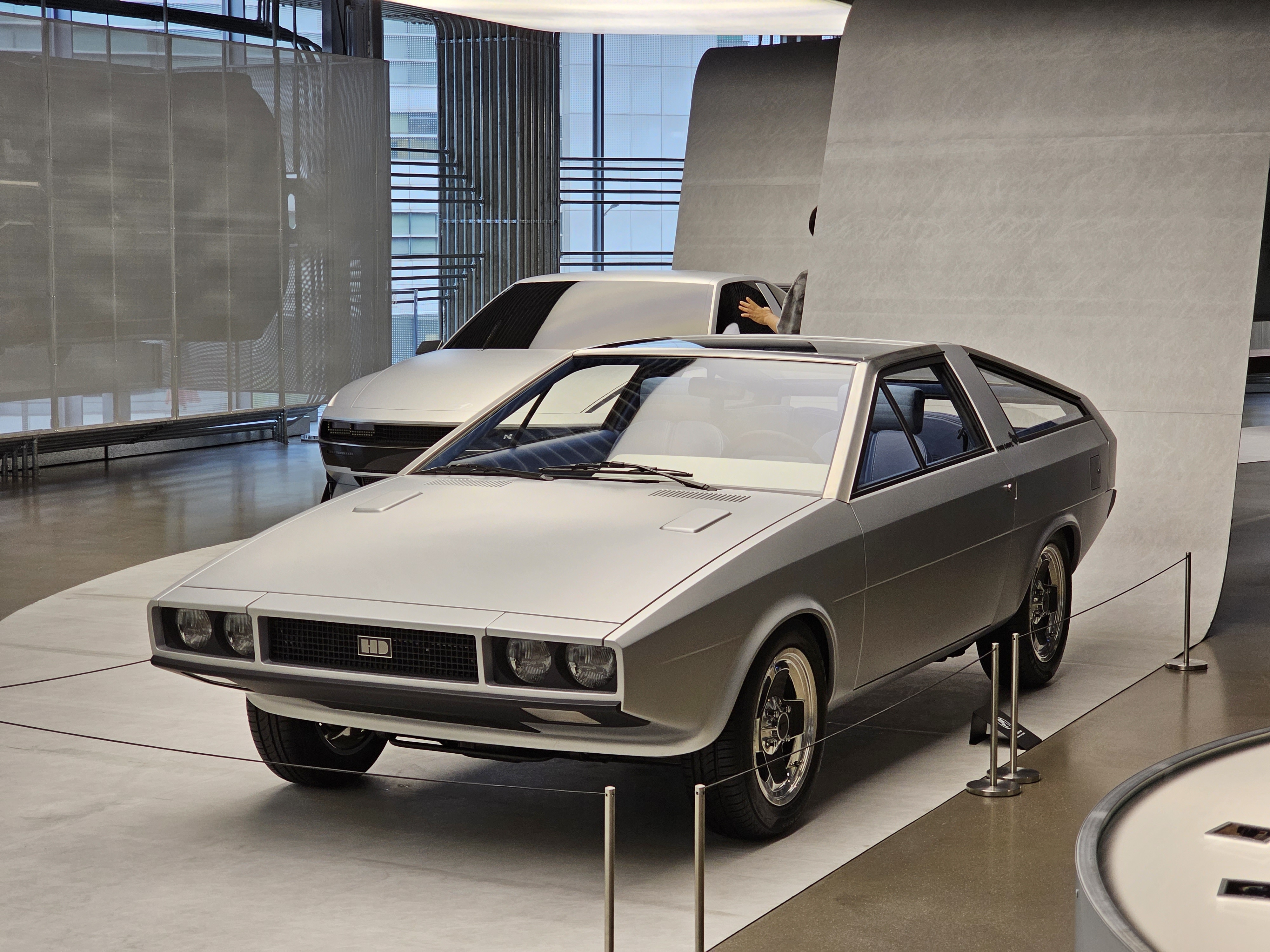
Hyundai Pony Coupe Concept
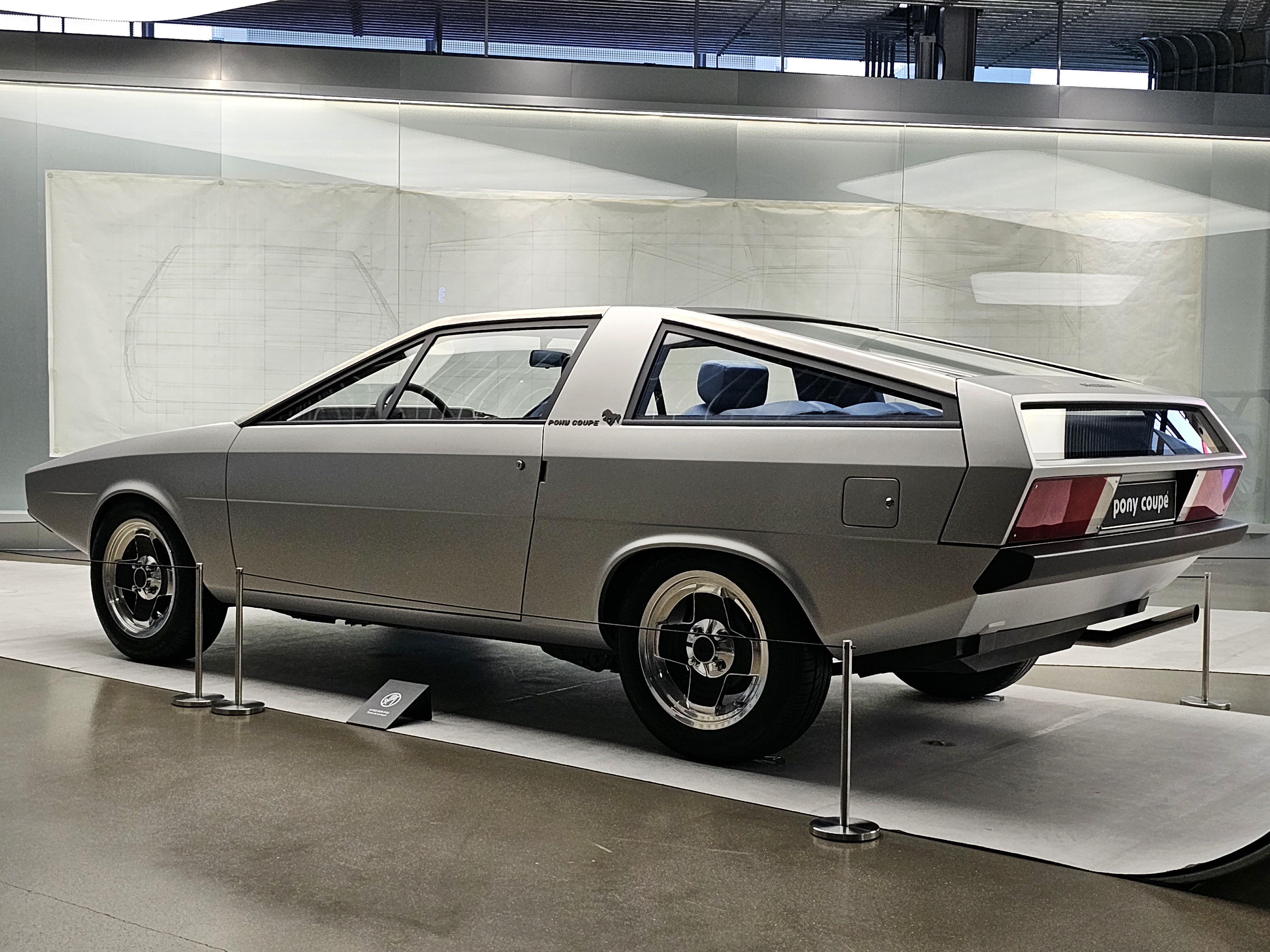
Hyundai Pony Coupe Concept

### Hyundai Excel
En Europa, el Hyundai Excel de tracción delantera se vendió bajo el nombre de Pony a partir de 1985, en sustitución de la versión de tracción trasera. En otros mercados, la segunda generación del Pony continuó a la venta junto con el nuevo Hyundai Excel. Hasta su descatalogación, el Excel llevó el nombre de Pony.
- El Excel de primera generación (X1) se llamó Pony en Europa de 1985 a 1987, y el modelo renovado de 1987 a 1989 se denominó Pony XP.
- En la segunda generación del Excel (X2), las versiones con portón trasero se llamaron Pony en Europa.

El último uso del nombre fue con la primera generación del Hyundai Accent, vendido como Pony en Francia. El nombre Pony fue utilizado por última vez por Hyundai en el año 2000.

### Super Pony
En la segunda y tercera generaciones, algunos modelos de taxi del Hyundai Accent se vendieron como "Hyundai Super Pony". La cuarta generación utilizó en su lugar la denominación "Grand Pony".

### Pony EV
En abril de 2021, Hyundai exhibió en el Hyundai Motorstudio de Busan el Pony Heritage EV, un Pony de primera generación restaurado y convertido en un vehículo eléctrico como concepto. Las especificaciones del tren motriz no estaban disponibles; el interior presentaba un panel de instrumentos con dos pantallas de tubo nixie de tres dígitos para el estado de carga y la velocidad del vehículo. Los faros delanteros y traseros presentan un diseño pixelado que Hyundai ha denominado "Pixel Road Trip" o "Parametric Pixel", que recuerda a los gráficos de 8 bits y que coincide con el lenguaje de diseño aplicado a los vehículos de su serie de modelos Ioniq, incluidos los actuales vehículos de producción Ioniq 5 y el concepto Hyundai 45 EV Concept.
En noviembre de 2021, Hyundai mostró su segundo Heritage Series EV, que estaba basado en un Hyundai Grandeur de primera generación.

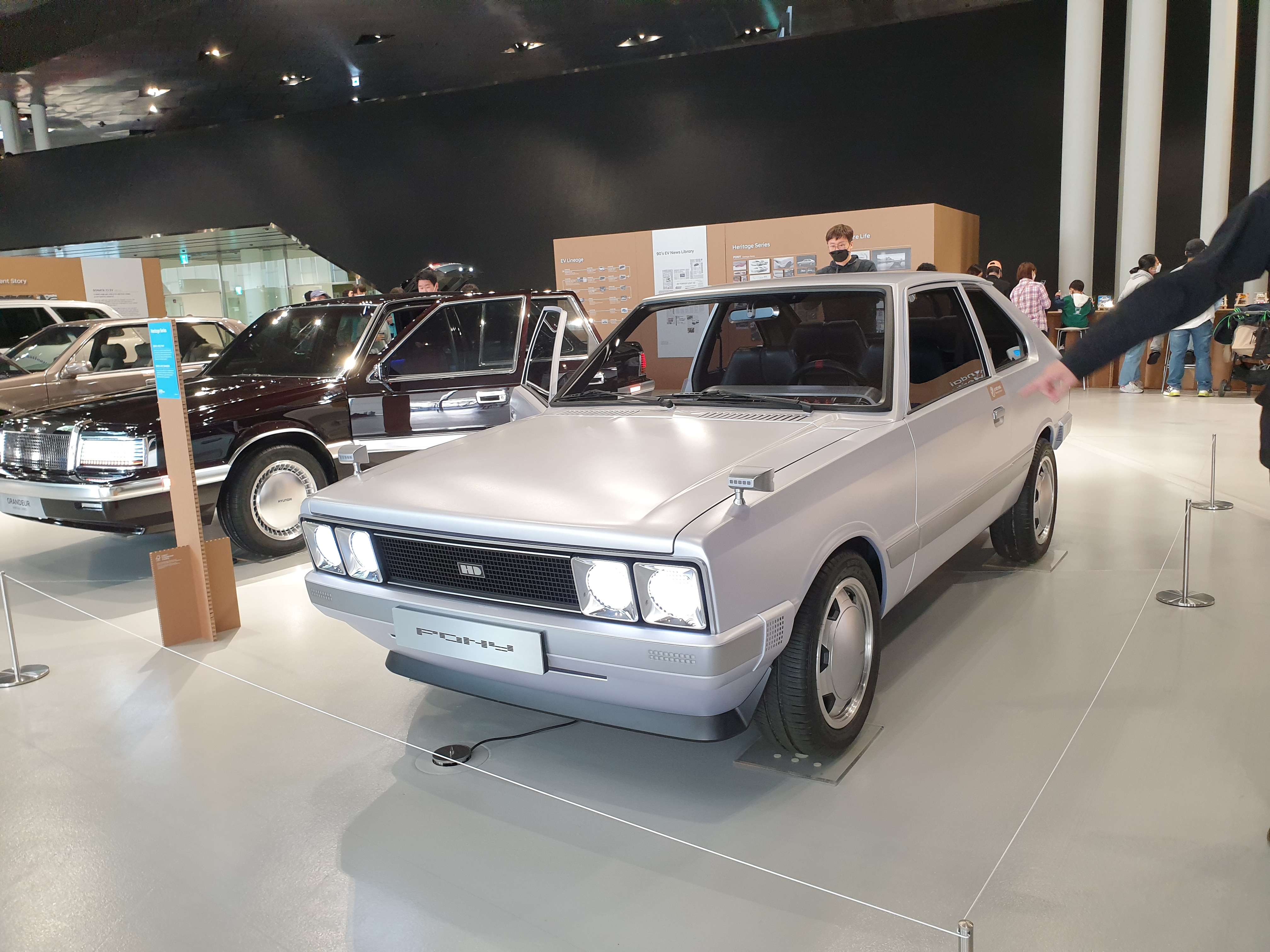
Vista frontal
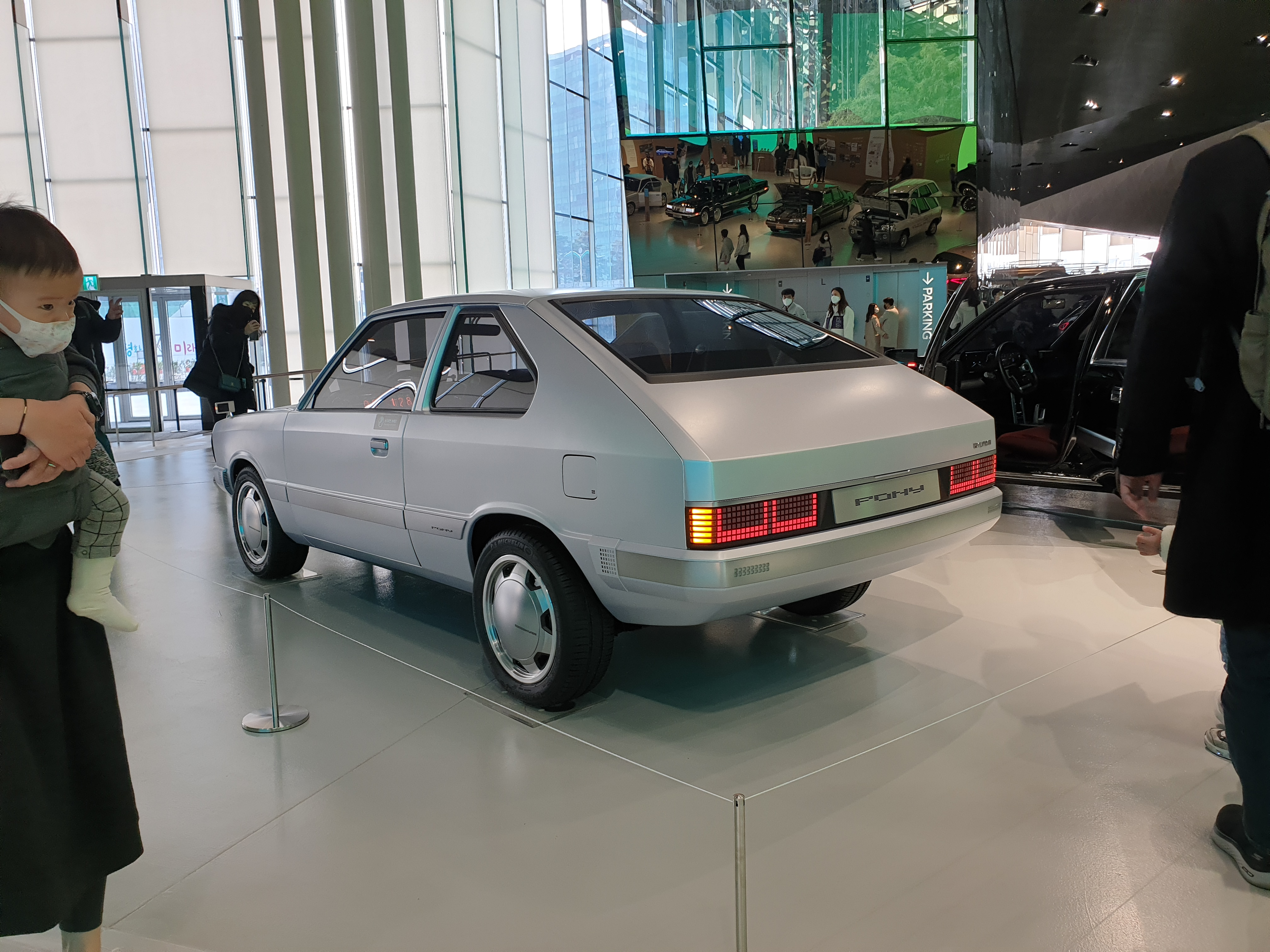
Vista trasera
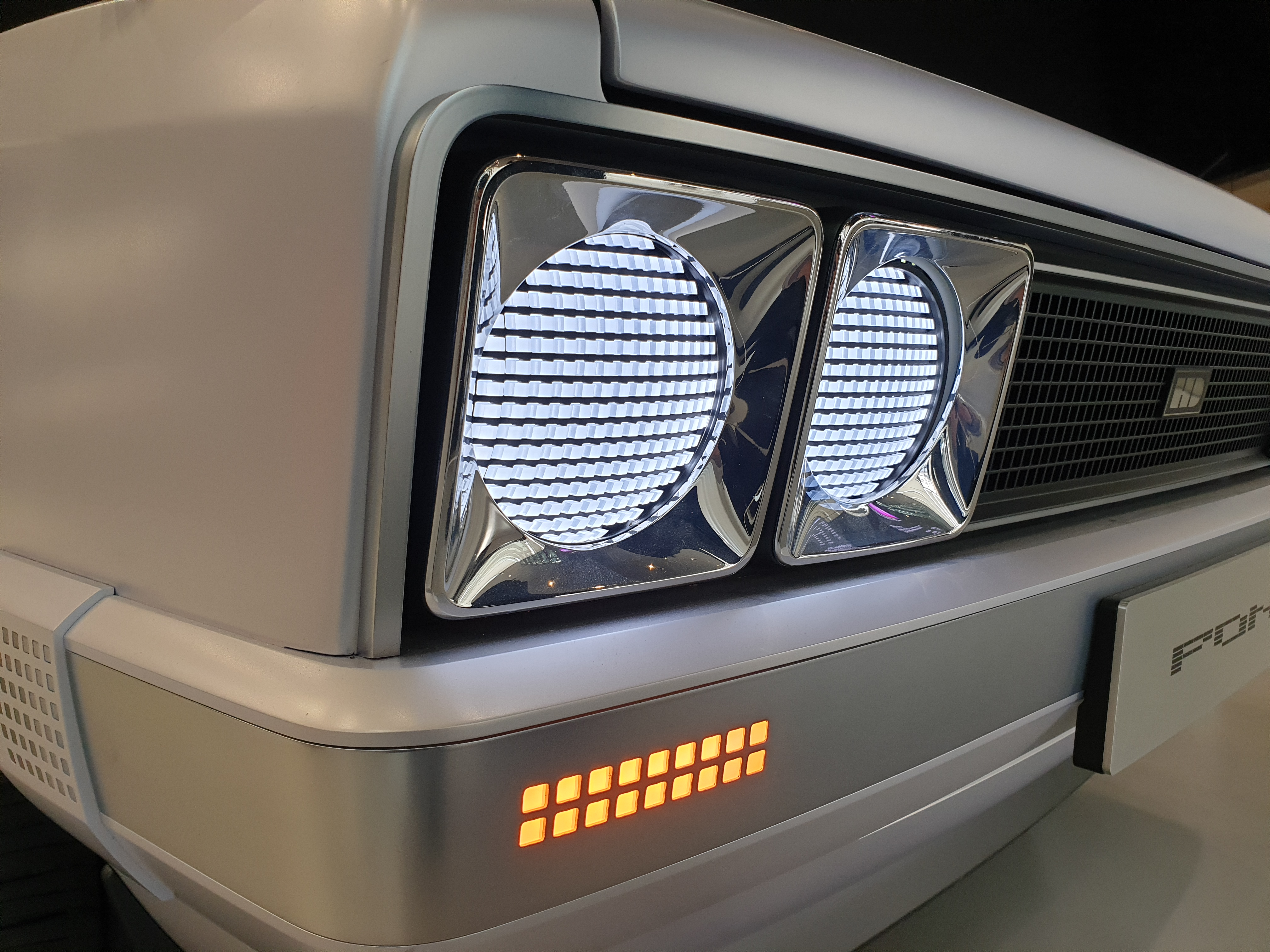
Detalle del faro delantero
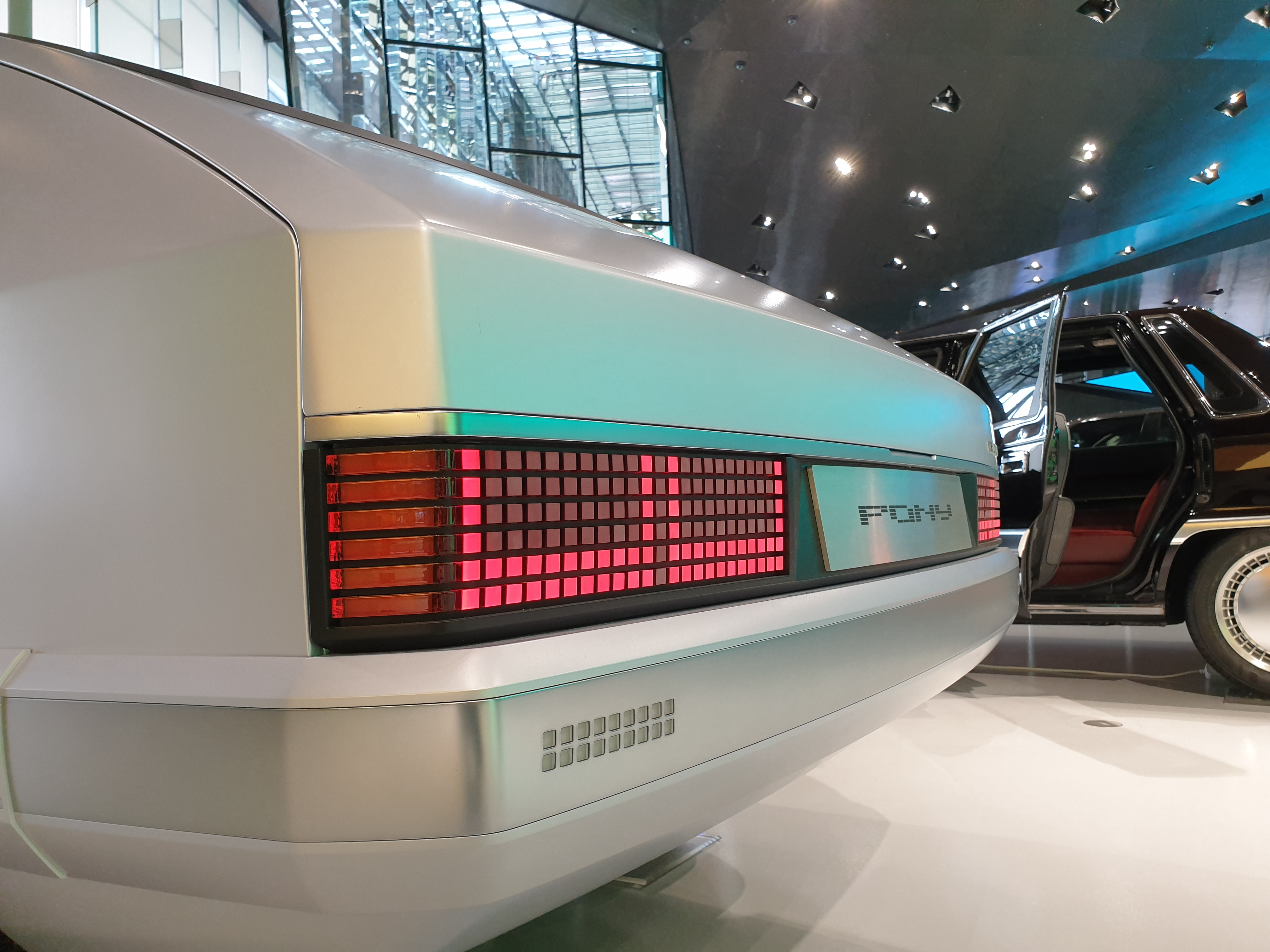
Detalle del faro delantero
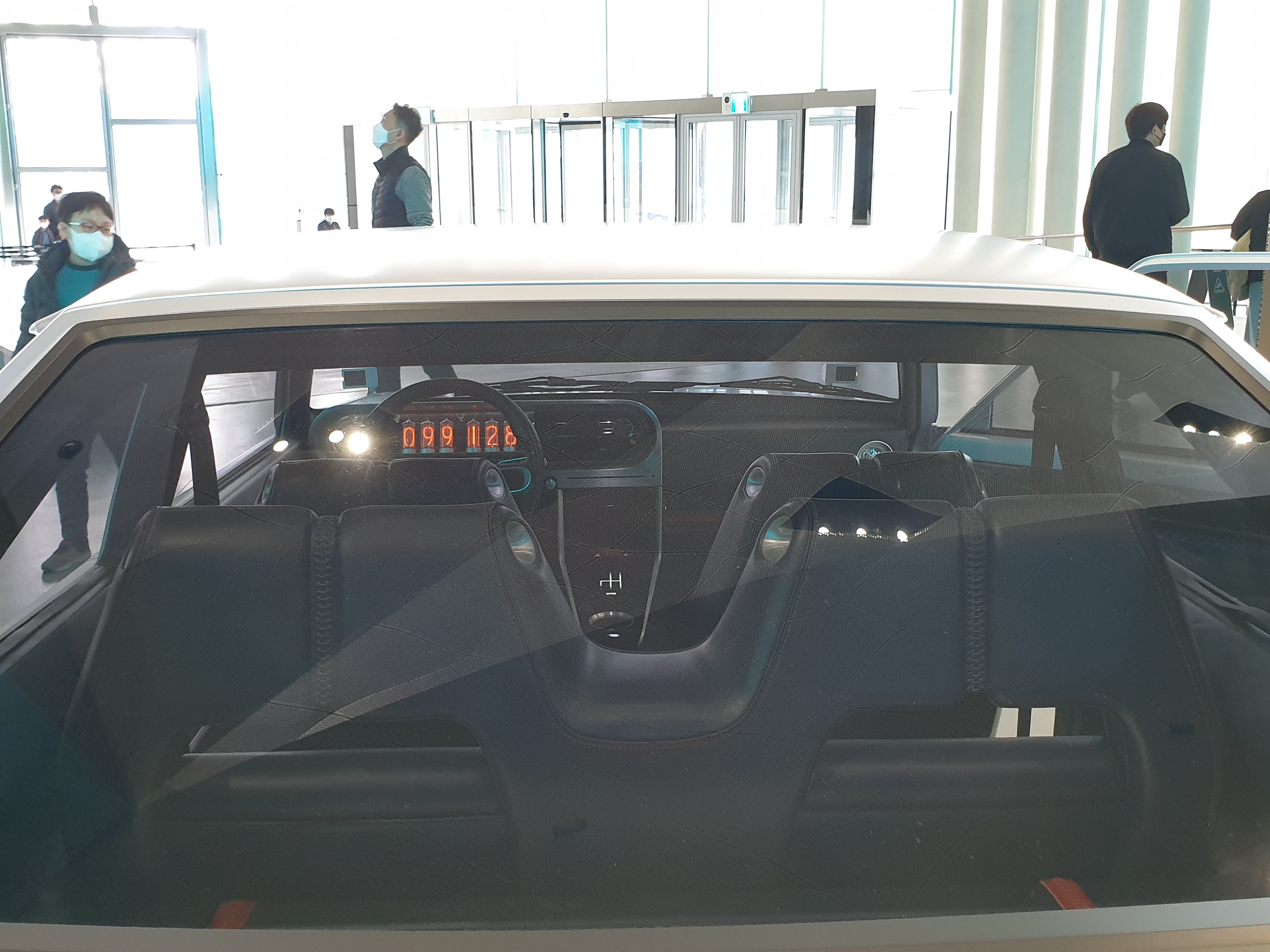
Interior y tubo nixie